# Lachnum clavisporum
Lachnum clavisporum är en svampart som först beskrevs av Mouton, och fick sitt nu gällande namn av J.H. Haines 1989. Lachnum clavisporum ingår i släktet Lachnum och familjen Hyaloscyphaceae.  Arten är reproducerande i Sverige. Inga underarter finns listade i Catalogue of Life.